# URB Rulmenți
URB Rulmenți Suceava este o companie producătoare de rulmenți din România.
Acționarul majoritar al URB Rulmenți este societatea BAD Rulmenți, cu o deținere de 72,42% din societate, în vreme ce SIF Moldova (SIF2) controlează un pachet de 20,78% din companie.
Număr de angajați în 2005: 700